# كاروني
الكارونيّ مدفع قصير أملس مصنوع من حديد الزهر كانت تستخدمه البحرية الملكية . أنتج أول مرة من قبل شركة Carron ، وهي شركة حديدية في فلكرك في إسكتلندا ، واستخدمت من منتصف القرن الثامن عشر إلى منتصف القرن التاسع عشر. كانت وظيفتها الرئيسة أن تكون بمكانة سلاح قوي قصير المدى ومضاد للسفن.  كانت التقنية الكامنة وراء الكاروني هي دقة بعد أكبر من ذي قبل ، حيث ثُبت اللقطة بشكل أكثر قربًا في البرميل ، ولذا نقل المزيد من طاقة الشحنة الدافعة إلى المقذوف ما يسمح لمدفع أخف يستخدم كمية أقل من البارود أن يكون فعالاً.

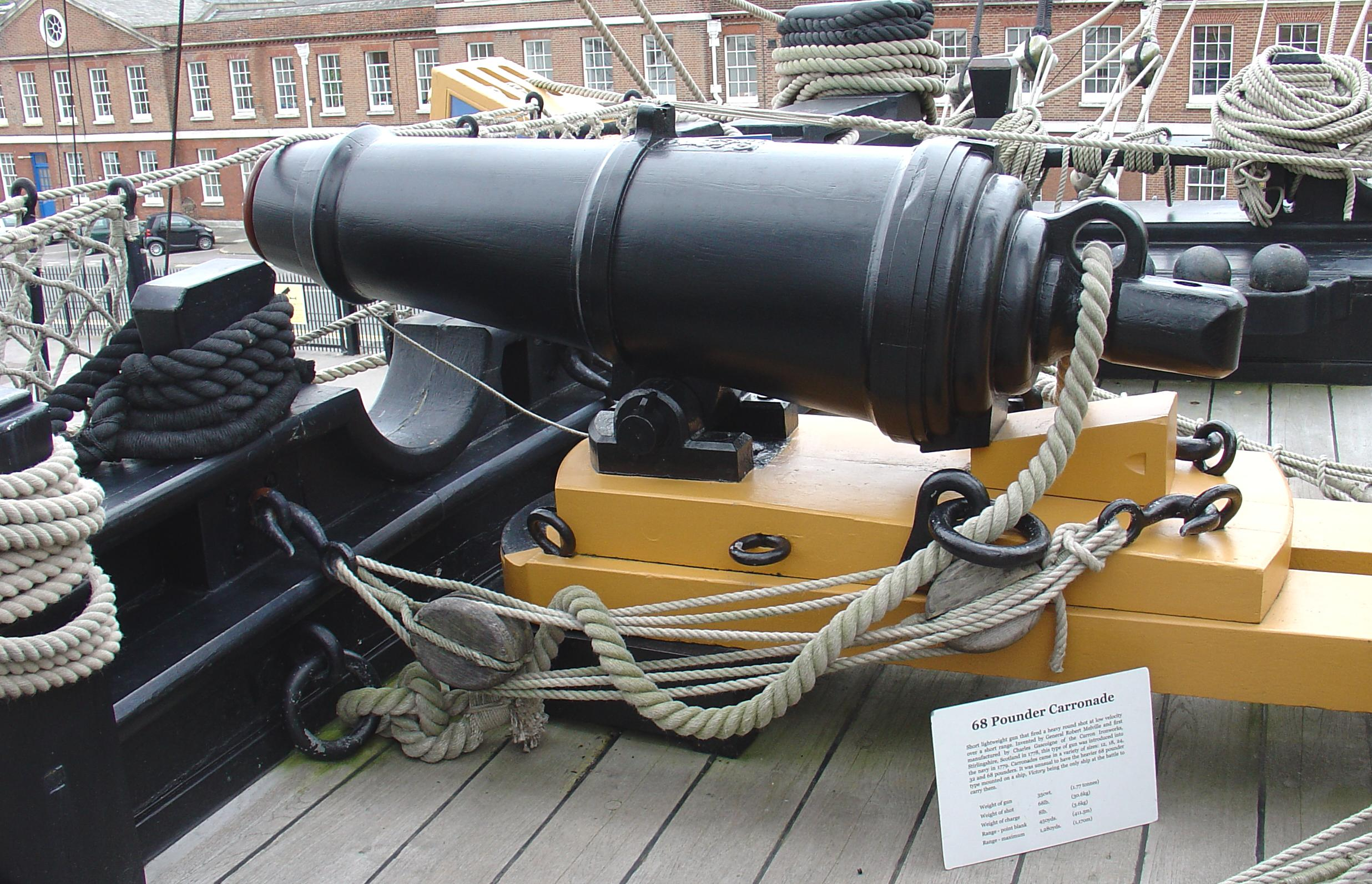
